# Partenfeld
Partenfeld (oberfränkisch: Baddnfelld) ist ein Gemeindeteil des Marktes Thurnau im Landkreis Kulmbach (Oberfranken, Bayern). Partenfeld liegt in der Gemarkung Hutschdorf.

## Geographie
Der Weiler liegt am Friesenbach, der etwas weiter östlich als linker Zufluss in den Roten Main mündet, und ist von Acker- und Grünland umgeben. Nördlich von Partenfeld gibt es einen Baum, der als Naturdenkmal ausgezeichnet ist, westlich des Ortes erhebt sich der Lehringsberg (374 m ü. NHN). Die Kreisstraße KU 5 führt am Hammerhaus vorbei nach Lanzenreuth (0,7 km nordöstlich) bzw. an Kemeritz vorbei nach Hutschdorf (2 km südwestlich). Eine Gemeindeverbindungsstraße führt nach Rottlersreuth (0,9 km südlich).

## Geschichte
Der Ort wurde 1321 als „Battenveld“ erstmals urkundlich erwähnt. Der Ortsname bedeutet das Feld des Batto. Mit dem Personennamen Batto wurde wahrscheinlich der Gründer der Siedlung angegeben. Die heutige Form ist 1695 durch einen Satzfehler entstanden.
Gegen Ende des 18. Jahrhunderts bestand Partenfeld aus 4 Anwesen. Das Hochgericht übte das bayreuthische Stadtvogteiamt Kulmbach aus. Die Dorf- und Gemeindeherrschaft war strittig zwischen Kastenamt Kulmbach und dem Giech’schen Amt Thurnau. Grundherren waren das Kastenamt Kulmbach (1 Schafhof, 1 Tropfgütlein) und das Amt Thurnau (1 öder Rittersitz mit Viehhaus und Keller, 2 Söldengütlein).
Von 1797 bis 1810 unterstand der Ort dem Justiz- und Kammeramt Kulmbach. Mit dem Gemeindeedikt wurde Partenfeld 1811 dem Steuerdistrikt Hutschdorf und 1812 der Ruralgemeinde Hutschdorf zugewiesen. Am 1. Januar 1972 wurde Partenfeld im Zuge der Gebietsreform in Bayern in den Markt Thurnau eingegliedert.

### Ehemalige Baudenkmäler
- Haus Nr. 5: Eingeschossiges Haus, mit drei zu sechs Fenstern; Walmdach, gefaste Fenstergewände. 1751 errichtet (bezeichnet im Türsturz).[10]
- Ruine, am südlichen Ortsrand: Mauereck aus Hau- und Bruchstein, von einem Steinhaus der Grafen v. Giech (um 1500 errichtet), das ehemals von Weiher und Damm umgeben war.[10] 1966 wurden die letzten Reste der Ruine beseitigt.[11][12]

### Einwohnerentwicklung
| Jahr      | 001809 | 001818 | 001861 | 001871 | 001885 | 001900 | 001925 | 001950 | 001961 | 001970 | 001987 |
| Einwohner | 54 *   | 46 *   | 32     | 37     | 33     | 33     | 37     | 42     | 25     | 24     | 18     |
| Häuser    |        | 9 *    |        |        | 6      | 5      | 8      | 5      | 6      |        | 5      |
| Quelle    | [ 14 ] | [ 8 ]  | [ 15 ] | [ 16 ] | [ 17 ] | [ 18 ] | [ 19 ] | [ 20 ] | [ 21 ] | [ 22 ] | [ 1 ]  |

## Religion
Partenfeld ist seit der Reformation evangelisch-lutherisch geprägt und nach St. Johannes der Täufer (Hutschdorf) gepfarrt.